# Dvorac Urrutia
Dvorac Urrutia (baskijski:Urrutia gaztelua ili Ürrüti jauregia, francuski:Chateau de Ruthie je dvorac u općini Aussurucq/Altzürükü u Zuberoi, Atlantski Pireneji.
Građen je u različitim razdobljima u 11., 15., 17. i 18. stoljeću. Naveden je kao povijesni spomenik od strane francuskog ministarstva kulture, 30. travnja 1925., čime je zaštićeno njegovo unutarnje uređenje. Dvorac je vlasništvo općine.